# Ixora loerzingii
Ixora loerzingii är en måreväxtart som beskrevs av Cornelis Eliza Bertus Bremekamp. Ixora loerzingii ingår i släktet Ixora och familjen måreväxter. Inga underarter finns listade i Catalogue of Life.